# Siergiej Duchowicz
Siergiej Grigorjewicz Duchowicz (ros. Сергей Григорьевич Духович, ur. 1903 w Witebsku, zm. 1970 w Moskwie) – funkcjonariusz radzieckich organów bezpieczeństwa, generał porucznik, zastępca ludowego komisarza spraw wewnętrznych Białoruskiej SRR (1940-1941 i 1941), zastępca ludowego komisarza bezpieczeństwa państwowego Białoruskiej SRR (1941).

## Życiorys
W 1920 ukończył szkołę II stopnia w Witebsku, od czerwca 1920 do lipca 1921 w śledczym wydziale kryminalnym, od maja 1922 do stycznia 1933 pomocnik pełnomocnika i komendanta oddziału pogranicznego, pełnomocnik Pełnomocnego Przedstawicielstwa OGPU w Białoruskim Okręgu Wojskowym, od stycznia 1933 do czerwca 1938 szef Wydziału Specjalnego, pomocnik szefa Okręgowego Oddziału OGPU/NKWD w Mozyrzu, 23 marca 1936 mianowany porucznikiem bezpieczeństwa państwowego. Od 1937 w WKP(b), od czerwca 1938 zastępca szefa Zarządu NKWD obwodu poleskiego, od 2 listopada 1939 do 13 maja 1940 kapitan i szef Zarządu NKWD obwodu pińskiego, od 13 maja 1940 do 15 marca 1941 major i zastępca ludowego komisarza spraw wewnętrznych Białoruskiej SRR. 
Od 14 kwietnia do 6 sierpnia 1941 zastępca ludowego komisarza bezpieczeństwa państwowego Białoruskiej SRR, później krótko ponownie zastępca ludowego komisarza spraw wewnętrznych tej republiki. Od sierpnia 1941 do marca 1943 szef Wydziału Specjalnego NKWD 54 Armii, 14 lutego 1943 mianowany pułkownikiem, od 3 czerwca 1943 do 25 lutego 1946 zastępca szefa Zarządu Kontrwywiadu Ludowego Komisariatu Marynarki Wojennej ZSRR, od 24 lipca 1943 generał major. 
Od stycznia 1947 do marca 1949 zastępca szefa Zarządu MGB obwodu gorkowskiego (obecnie obwód niżnonowogrodzki), od marca 1949 do grudnia 1951 szef Zarządu MGB obwodu briańskiego, od grudnia 1951 do marca 1953 zastępca szefa Zarządu MGB obwodu wileńskiego, od 5 maja 1952 generał porucznik. Od marca do października 1953 zastępca szefa Zarządu MWD obwodu wileńskiego, potem na emeryturze.

## Odznaczenia
- Order Lenina (1947)
- Order Czerwonego Sztandaru (czterokrotnie - 26 kwietnia 1940, 29 stycznia 1944, 3 listopada 1944 i 1951)
- Odznaka „Zasłużony Funkcjonariusz NKWD” (2 lutego 1942)

I 4 medale.